# Malika Ménard
Malika Ménard (Rennes, 14 de julio de 1987) es una modelo, reina de belleza y presentadora de televisión francesa. Ganadora del certamen de Miss Francia en 2010, representó al país en Miss Universo 2010.

## Biografía

### Primeros años
Ménard nació el 14 de julio de 1987 en Rennes, pero luego creció en Hérouville-Saint-Clair. Se licenció en Ciencias Sociales en el Liceo Malherbe de Caen, y más tarde comenzó a estudiar Derecho en la Universidad de Caen. Además, trabajó como azafata en el Stade Michel d'Ornano y en el Malherbe Caen.
Su nombre, Malika, significa «reina» en árabe, y es muy común en muchas comunidades árabes y bereberes. Al principio se creyó que era de ascendencia bereber cabila; sin embargo, ella ha aclarado que es «100 % francesa», y que su madre la llamó Malika porque vivían en Marruecos.

### Carrera como modelo
Ménard comenzó su carrera en el mundo del espectáculo tras ser coronada como Miss Calvados 2009 el 17 de septiembre de 2009. Como Miss Calvados, recibió el derecho a competir en el concurso de Miss Normandía 2009, que también ganó. A continuación, se le concedió el derecho a representar a la región de Normandía en Miss Francia 2010.
Ménard compitió en Miss Francia 2010 en Niza, donde fue coronada como ganadora. Ménard fue la primera ganadora de Miss Francia elegida únicamente por los espectadores y no por el jurado, y recibió el 34 % de los votos del público. Más tarde representó a Francia en Miss Universo 2010 en Las Vegas (Nevada), quedando en el Top 15 de cuartofinalistas. Durante Miss Universo 2010, Ménard fue una de las concursantes que se negó a participar en una sesión de fotos en topless. Si hubiera aceptado participar, se habría enfrentado a su destronamiento como Miss Francia, ya que las reglas establecen que ninguna titular puede posar desnuda antes, durante o después de su reinado.
Ménard coronó a su sucesora Laury Thilleman en Caen el 4 de diciembre de 2010.

### Carrera como presentadora
En febrero de 2011, Ménard comenzó a presentar el programa Paris tout compris en France 3, en sustitución de Virginie de Clausade, que se encontraba de baja por maternidad. Más tarde se convirtió en la presentadora permanente del programa al año siguiente, después de que de Clausade se incorporara a TF1. Desde septiembre de 2013, Ménard presenta el programa Paris, le club con Jean-Philippe Lustyk en France 3. El programa está dedicado al club de fútbol parisino Paris Saint-Germain.
El 28 de junio de 2014, Ménard participó en el concurso televisivo Fort Boyard. En mayo de 2015, apareció en el vídeo musical de la canción On verra de Nekfeu. También fue jurado en el concurso Miss Francia 2017, celebrado en Montpellier el 17 de diciembre de 2016. En mayo de 2017, se unió al canal NRJ 12 para presentar Dans les secrets de..., un programa de investigación. En junio de ese año, también comenzó a presentar 9h50, le matin en Normandie en France 3 Normandie.